# Walid Khalidi
Walīd Khālidī (in arabo وليد خالدي‎?; Gerusalemme, 1925) è uno storico palestinese.

## Biografia
Walīd Khālidī ha compiuto i suoi studi nell'Università di Londra, dove si laureò nel 1945, e nella Oxford University, dove acquisì nel 1951 una laurea di secondo livello. 
Ha insegnato nell'Università Americana di Beirut fino al 1982 e successivamente a Oxford, ad Harvard e a Princeton.
È cofondatore ad Amman della Royal Scientific Society come pure del prestigioso Institute for Palestine Studies, di cui è Segretario Generale. È infine membro dell'American Academy of Arts and Sciences.
L'Arab League Educational, Cultural and Scientific Organization gli ha attribuito nel 2002 un Premio per il suo contributo alla crescita culturale del mondo arabo.

## Opere
In lingua araba:
- al-Sahyūniyya fī miʾat ʿām: min al-buka ʿalà al-atlal ilà al-haymana ʿalà al-Mashriq al-ʿArabī, 1897-1997, Dar al-Nahār, 1998; ISBN 2842890663
- Khamsūn ʿāman ʿalà taqsīm Filasṭīn, 1947-1997, Dar al-Nahār, 1998; ISBN 284289071X
- Per non dimenticare mai: i villaggi della Palestina distrutti da Israele nel 1948 e i nomi dei loro martiri (arabo tradotto in francese da Housni Zeinah), Institute for Palestine Studies, 2001, ISBN 9953-9001-2-4

In lingua inglese:
- Plan dalet: The Zionist Master Plan for the conquest of Palestine, ASIN B0007KDVQ8, 1961
- Thinking the unthinkable: A sovereign Palestinian state, Council on Foreign Relations, 1978
- Regiopolitics: Toward a U.S. policy on the Palestine problem, Council on Foreign Relations, ASIN B0006XSD6O, 1981
- Conflict and violence in Lebanon: Confrontation in the Middle East, Center for International Affairs, Harvard University, ISBN 0876740387, 1983
- At a Critical Juncture: The United States and the Palestinian People, Center for Contemporary Arab, ISBN 9990421382, 1989
- The Gulf Crisis: Origins and Consequences, Boynton/Cook Publishers, ISBN 0887282180, 1991
- The Middle East Post War Environment, Washington, Institute for Palestine Studies, ISBN 0887282334, 1991
- Palestine Reborn, I B Tauris & Co Ltd, ISBN 1850435596, 1993
- Haifa: Transformation of a Palestinian Arab Society 1918-1939, 1995
- Islam, the West, and Jerusalem, Center for Muslim-Christian Understanding, ISBN 1-929218-08-7, 1996
- The Ownership of the U.S. Embassy Site in Jerusalem, ISBN 0887282776, 2002
- The Prospects of Peace in the Middle East, ISBN 2842894111, 2002
- From Haven to Conquest: Readings in Zionism and the Palestine Problem Until 1948 (Anthology Series, No 2)Institut des études palestiniennes, ISBN 0887281559, 1987
- Islam the West and Jerusalem: A Symposium, Center for Contemporary Arab, 1998
- A Broken Trust: Sir Herbert Samuel, Zionism and the Palestinians, Library of Modern Middle East Studies, I. B. Tauris, 2001
- Préface de History of the Arabs, Revised: 10th Edition de Philip Hitti, Palgrave Macmillan; 10th Rev edition, ISBN 0333631420, 2002
- Before Their Diaspora: A Photographic History of the Palestinians, 1876-1948, Washington, Institute for Palestine Studies, ISBN 0-88728-1443, 2004
- All That Remains: The Palestinian Villages Occupied and Depopulated by Israel in 1948, Washington, Institute for Palestine Studies, ISBN 0887283063, 2006